# Дом кооператива «Обрабстрой»
До́м Обрабстро́я — жилой дом авангардной архитектуры, построенный в 1931 году в Москве для рабочего жилищно-строительного кооперативного товарищества (РЖСКТ) «Обрабстрой» по проекту архитектора Владимира Климентьевича Кильдишева. Является объектом культурного наследия регионального значения.

## История

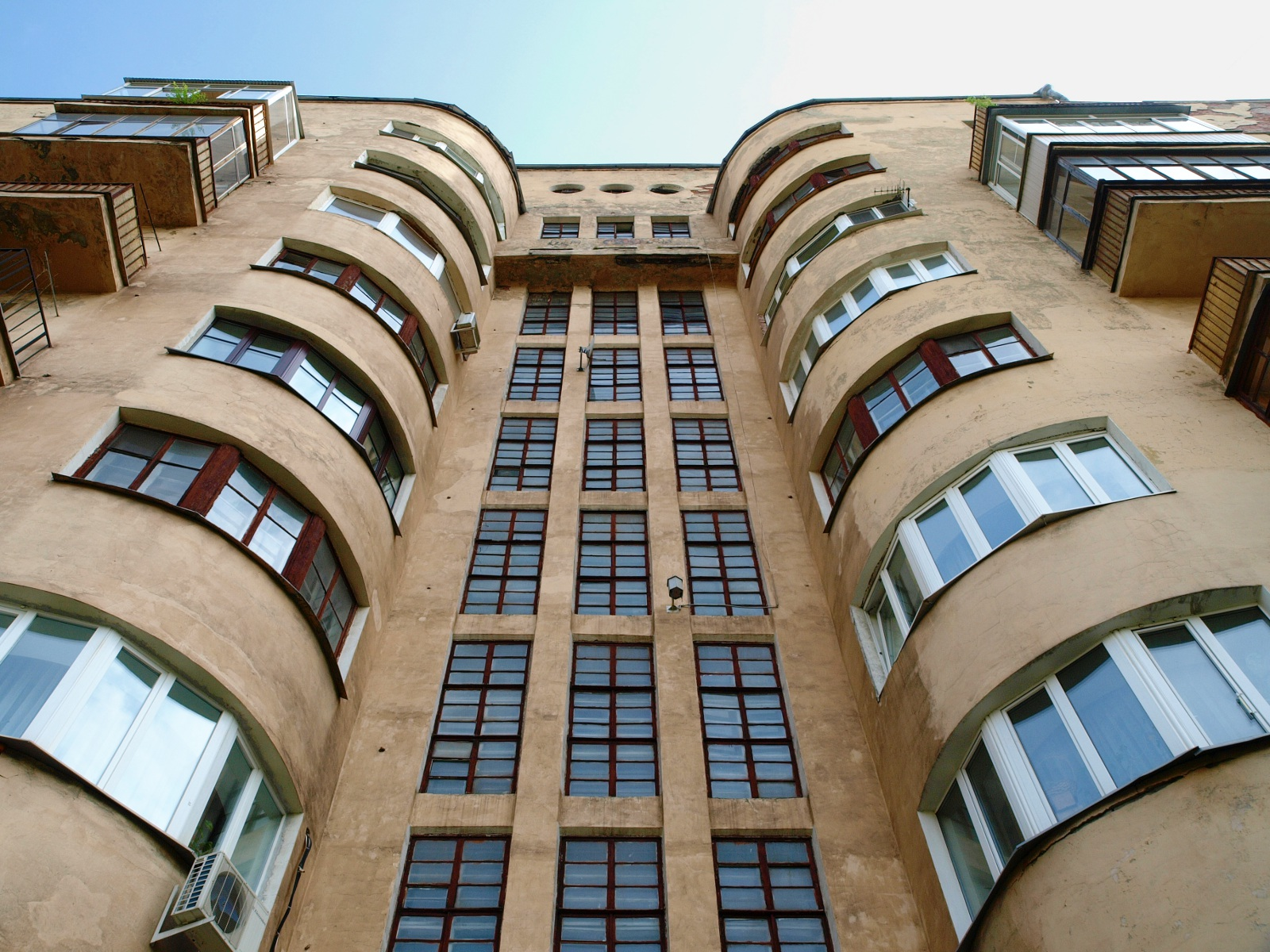
Фасад главного корпуса, 2010 год

В начале 1920-х годов было принято решение софинансировать сооружение собственного жилья через создание строительных кооперативов. Владельцем здания становилось кооперативное товарищество жильцов, паи товарищества выкупались сообразно желаемой жилплощади, после чего строился дом и в квартиру можно было заселяться. Жильцы оплачивали содержание дома, обеспечивали уборку и ремонт. Земля под зданием принадлежала государству, а кооператив получал её в долгосрочную аренду.
Чертежи 1929 года отмечены как «Обрабстрой», а 1930-го подписаны как «Бауманский строитель» (государство проводило политику укрупнения кооперативов). Дом является самым высоким конструктивистским зданием в Москве: в нём десять этажей, один из которых цокольный. В 1930-е годы высотный регламент позволял возводить только восьмиэтажные строения, но для здания Обрабстроя, Дома правительства и дома общества «Динамо» были сделаны исключения. Такое решение аргументировали характеристиками участка, подходящего для постройки девятиэтажного дома. Долгое время имя автора проекта оставалось неизвестным, его удалось установить исследователям Александру Дудневу и Константину Гудкову. Для проектирования здания был приглашён архитектор Владимир Кильдишев, архитектором Обрабстроя был рационалист Алексей Рухлядев, один из учредителей Ассоциации новых архитекторов. При разработке проекта Кильдишева, как и в целом рационалистов, волновали восприятие строения в ракурсе и при движении. Дом был сдан в 1931-м.
Организация жилого пространства соответствовала домам «habitation à bon marché» во Франции в 1920—1930 годах. Это были комплексы, образовавшие плотную 7-9-этажную застройку, обычно в эстетике ар-деко, с недорогими квартирами и встроенной инфраструктурой. Постройка Обрабстроя является примером дома «переходного типа», в котором первоначально находились индивидуальные квартиры и общежитского типа. Это понятие стало известно благодаря архитектору Моисею Гинзбургу и дому Наркомфина, ставшему образцом модернистской архитектуры. Постройки подобного типа встречаются во многих городах России. Среди них — комплексы Госпромурала и Уралоблосовета в Екатеринбурге, «Дом коллектива» в Иванове, дом «Рабочий» в Саратове. При строительстве дом был спроектирован так, чтобы предоставлять все необходимые услуги недалеко от квартиры. Экономист Станислав Струмилин писал: 

Замена индивидуальных кухонь коллективными освобождает не менее 2 млн взрослых рабочих. Если перенести на коллективные начала стирку, то это освободило бы по крайней мере 1/2 млн рабочих. Если организовать коллективный уход за детьми, это даст ещё несколько миллионов свободных рабочих рук.
Коридорная система комнат с общими кухнями просуществовала до капитального ремонта 1960-х годов, во время которого квартиры преобразовали в коммунальные. После Экономического совещания РСФСР 1927-го было разрешено строить в корпоративных домах клубные помещения, детские сады. На цокольном этаже организовали прачечную, проработавшую до 1961 года. Также планировалось сделать клуб и спортзал. Однако из-за перехода к тотальной экономии устройство общественных пространства в зданиях перестало приветствоваться и помещения заселили. Жителей оттуда переселили только в 1960-х годах. От бывших хозяев сохранились обои, двери и другие элементы интерьера.

С первого по пятый этажи находились двух-, трёх- и четырёхкомнатные квартиры. Этажи с шестого по девятый были приспособлены под общежитие с общим коридором. Планировалось, что там будут жить коммуной. Но в действительности квартиры заселялись членами кооператива, которые не могли себе позволить отдельное жильё. Из воспоминаний обитателя дома: 
Сначала длинные коридоры были разделены дверьми, но они обычно не закрывались. Поэтому приходилось запирать свою комнату, даже когда уходили на общую кухню или в ванную. На двери каждой комнаты висел номер. Первый раз разрешили закрыть двери в коридоре в 1956 году. А в 1965 году уже поставили капитальные перегородки и коридоры с комнатами превратились в квартиры.

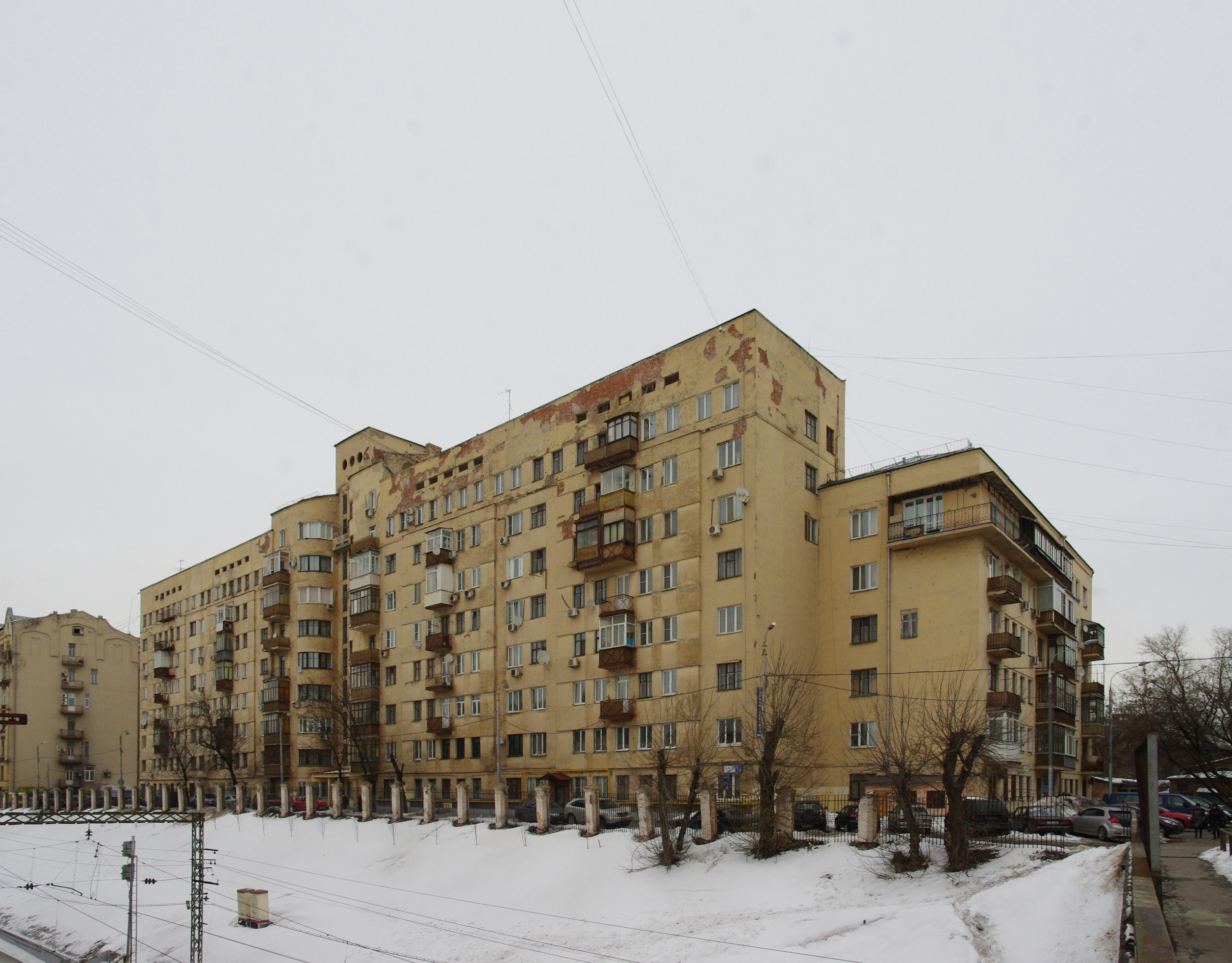
Вид дома с жёлтой штукатуркой (2013)

Часто и квартиры с индивидуальными удобствами заселялись покомнатно (коммуналки). На верхнем этаже 6-этажного корпуса архитектор хотел разместить столовую, вместо этого жильцы организовали детский сад с выходом на крышу. Её использовали для прогулок с детьми.
На человека приходилось в среднем 8,6 м² жилой площади, что было больше по сравнению с другими РЖСКТ. Дом содержался в хорошем состоянии благодаря совместному проживанию представителей разных слоёв (в отличие от почти сплошь пролетарского муниципального жилья рабочих посёлков, которое предоставлялось бесплатно государством).
В 2014 году на доме Обрабстроя установили два мемориальных знака проекта «Последний адрес».
В 2016 году здание признали выявленным объектом культурного наследия. По состоянию на 2018-й живут в доме около 525 жителей. В 2018 году здание признали объектом культурного наследия регионального значения.

## Архитектура
Дом имеет F-образную форму. Такой план улучшает проветривание помещений и проникновение света. Асимметричный угловой шестиэтажный корпус выделяет линию проезда в сторону сада имени Баумана. В нём встречаются элементы конструктивизма (планировка на основе коридорной системы ячеек соответствует длинному основному блоку), ар-деко (вертикальные линии остекления главного подъезда) и экспрессионизма Эриха Мендельсона (скруглённые полуэркеры). В центральном подъезде девять этажей, два боковых корпуса — восьмиэтажные, к заднему фасаду примыкает девятиэтажная пристройка, к южному — шестиэтажная. Главный фасад строения обращён к железной дороге. В его углублении находится высокая часть здания, которую обрамляют закруглённые части выступающих стен. Это создаёт эффект «собирающихся крыльев», который визуально подчёркивается вертикальными линиями окон. Он приостанавливается общим балконом, служившим панорамной площадкой. Композиция заканчивается тремя круглыми окнами-иллюминаторами на гладком аттике. Лапидарность фасада также характерна для жилых домов в стиле ар-деко в Великобритании, Франции, странах Восточной Европы. Наверху центрального корпуса расположен бак, раньше заполнявшийся водой в целях противопожарной безопасности.
Третий подъезд выделен как главная общественная ось дома: через него жители попадали в ячейки коридорной системы корпусов. Остальные подъезды обращены во дворы, последний поставлен на цокольный этаж. Три окна на торцах дома выявляют пространство бывших общественных коридоров.
В доме сохранились двери 1930-х годов с характерным разделением на квадраты и тонкие переплёты. Для оформления полов использовался шлифованный бетон, раскрашенный в шахматном порядке. Холл первого этажа центрального подъезда перекрыт потолком, кессонированным массивными балками.
В квартиры можно было попасть по лестницам (в чётных подъездах шли только до пятого этажа), в коридорную систему — на лифтах, которые работали только на подъём. Изначально в центральном подъезде их было установлено два. Позднее шахту одного из них переоборудовали под мусоропровод.
В квартирной части дома в нескольких помещениях сохранились оригинальные интерьеры и планировка. В них встречаются встроенные шкафы, шкафы-холодильники под окнами, антресоли, компенсировавшие недостаток места для хранения. Пол в квартирах и комнатах коридорной системы был изначально сделан из досок, окрашенных суриком (жители квартир могли положить паркет). На коммунальных этажах имелись общественные балконы (утрачены при надстройке лестничными блоков чётных подъездов в ходе ликвидации коридорной системы).

## Другие объекты Обрабстроя
- Улица Земляной Вал, 32 и 34, с. 4 (1927—1928) — архитектор Михаил Мотылёв
- Аптекарский переулок, 3/22 (1927—1928)
- Бакунинская улица, 58 (1926—1927) — архитектор Алексей Рухлядев
- Бакунинская улица, 77 (1926—1927)
- Частично Будёновский посёлок: Большая Почтовая улица, 18/20, корпуса 1-6[5](1926—1930) — Михаил Мотылёв и другие архитекторы